# 연방가족노인여성청소년부 (독일)
연방가족노인여성청소년부(독일어: Bundesministerium für Familie, Senioren, Frauen und Jugend, BMFSFJ, 영어: Federal Ministry of Family Affairs, Senior Citizens, Women and Youth)는 독일연방공화국의 연방내각 부처이다. 베를린에 본청이 있으며 본에 제2청사가 있다. 현재 연방가족노인여성청수년부 장관은 동맹 90/녹색당의 리자 파우스(Lisa Paus)이다.
1953년 연방가족부(독일어: Bundesministerium für Familienfragen)로 출범하였으며 1957년 연방가족청소년부로 개칭하였고 1969년 연방보건부와 통합하여 연방청소년가족보건부가 되었다. 1986년 연방청소년가족여성보건부로 개칭하였으며 1991년에 보건 부문이 연방보건부로 다시 분리되고, 나머지 부문이 연방여성청소년부와 연방가족노인부로 나뉘었다. 1994년에 나뉘었던 나머지 두 부문이 다시 통합하여 현재의 이름이 되었다.